# Бюр-ле-Мон
Бюр-ле-Мон (фр. Bures-les-Monts) — коммуна во Франции, находится в регионе Нижняя Нормандия. Департамент коммуны — Кальвадос. Входит в состав кантона Ле-Бени-Бокаж. Округ коммуны — Вир.
Код INSEE коммуны — 14115.

## Население
Население коммуны на 2010 год составляло 144 человека.
| 1962 | 1968 | 1975 | 1982 | 1990 | 1999 | 2010 |
| ---- | ---- | ---- | ---- | ---- | ---- | ---- |
| 167  | 162  | 127  | 127  | 126  | 107  | 144  |

## Экономика
В 2010 году среди 89 человек трудоспособного возраста (15—64 лет) 62 были экономически активными, 27 — неактивными (показатель активности — 69,7 %, в 1999 году было 60,3 %). Из 62 активных жителей работали 56 человек (31 мужчина и 25 женщин), безработных было 6 (2 мужчин и 4 женщины). Среди 27 неактивных 5 человек были учениками или студентами, 10 — пенсионерами, 12 были неактивными по другим причинам.